# San Marino na zimowych igrzyskach olimpijskich
San Marino wystartowało we wszystkich zimowych IO od igrzysk w Innsbrucku w 1976 (oprócz igrzysk w 1980 i 1998 roku). Reprezentowane było przez 13 zawodników, wyłącznie mężczyzn. Do tej pory nie zdobyło żadnych medali.

## Klasyfikacja medalowa
| Igrzyska            | Złoto | Srebro | Brąz | Razem |
| ------------------- | ----- | ------ | ---- | ----- |
| 1976 Innsbruck      | 0     | 0      | 0    | 0     |
| 1984 Sarajewo       | 0     | 0      | 0    | 0     |
| 1988 Calgary        | 0     | 0      | 0    | 0     |
| 1992 Albertville    | 0     | 0      | 0    | 0     |
| 1994 Lillehammer    | 0     | 0      | 0    | 0     |
| 2002 Salt Lake City | 0     | 0      | 0    | 0     |
| 2006 Turyn          | 0     | 0      | 0    | 0     |
| 2010 Vancouver      | 0     | 0      | 0    | 0     |
| Razem               | 0     | 0      | 0    | 0     |